# Golden Skans
Golden Skans es una canción lanzada por la banda londinense Klaxons el 22 de enero de 2007, extraída de su primer álbum Myths of the Near Future, que fue lanzado el 29 de enero de 2007. La canción alcanzó el puesto número 16 en la lista de singles del Reino Unido en ventas de descargas el 14 de enero (dos semanas antes del lanzamiento del CD) y subió al puesto número 14 la semana siguiente, llegando finalmente al puesto número siete después del lanzamiento del CD. Fue un éxito menor en Bélgica, apareciendo en las listas Ultratop de Flandes y Valonia. La canción también fue lanzada por el sello francés Ed Banger Records como un EP de remezclas exclusivo de Francia.
En mayo de 2007, la revista NME colocó a "Golden Skans" en el puesto número 40 de su lista de los 50 mejores himnos indie de todos los tiempos. En diciembre de 2007, NME votó a "Golden Skans" como el mejor sencillo de NME del año 2007; además, su álbum debut fue el álbum del año de NME . En octubre de 2011, NME lo colocó en el puesto número 97 de su lista de "150 mejores canciones de los últimos 15 años".

## Video musical
El videoclip de la canción, dirigido por Saam Farahmand, está fuertemente influenciado por "Can You Feel It " de The Jacksons. Presenta un mensaje al principio muy similar a las palabras pronunciadas por el narrador en el video de "Can You Feel It". También presenta otros elementos del video de los Jacksons, incluido un uso inventivo y contemporáneo de la luz y la oscuridad con los tres miembros de la banda representados como partículas de luz que llevan cintas de diferentes colores, destruyen ciertas formas y se mueven dramáticamente al ritmo de la música.

## Listado de pistas
- CD 1 (RINSE002CD)

1. "Golden Skans"
2. "Golden Skans" (Erol Alkan's Ekstra Spektral edit)

- CD 2 (1720646CD)

1. "Golden Skans"
2. "Hall of Records"
3. "Golden Skans" (Erol Alkans remix)
4. "Magick" (Simian Mobile Disco remix)

- Sencillo de 7 pulgadas 1 (RINSE002S)

1. "Golden Skans" (live in Manchester)
2. "The Bouncer" (live in Manchester)

- Sencillo de 7 pulgadas 2 (RINSE002SX)

1. "Golden Skans"
2. "Atlantis to Interzone" (live in Manchester)

## Gráficas
| Gráfica (2007)                              | Posición más alta |
| ------------------------------------------- | ----------------- |
| Bélgica (Flandes) (Ultratip Bubbling Under) | 11                |
| Bélgica (Valonia) (Ultratip Bubbling Under) | 17                |
| European Hot 100 Singles (Billboard)        | 28                |
| Escocia (Scottish Singles Sales Chart)      | 6                 |
| Switzerland Airplay (Schweizer Hitparade)   | 81                |
| Reino Unido (UK Singles Chart)              | 7                 |

| Gráfica (2007)   | Posición |
| ---------------- | -------- |
| UK Singles (OCC) | 78       |

## Covers
La canción ha sido versionada en el Live Lounge de BBC Radio 1 en diferentes ocasiones por Mark Ronson y Kaiser Chiefs. En 2010, la banda portuguesa Clã hizo una versión para un programa de radio nacional llamado "3 Pistas". Desde entonces, lanzaron un videoclip de la canción.

## En la cultura popular
Un remix instrumental de la canción apareció de fondo en programas de televisión como Brothers & Sisters en Channel 4, en los programas de la BBC The Restaurant y Waterloo Road, y en Emmerdale de ITV, todos en 2007.
La canción aparece en la banda sonora de Gran Turismo 5 Prologue.